# Old Ideas
Old Ideas je dvanácté studiové album kanadského písničkáře Leonarda Cohena. Album v některých zemích vyšlo již 27. ledna 2012, v USA vyšlo až 31. ledna. Na produkci alba se podíleli Patrick Leonard, Mark Vreeken, Dino Soldo, Ed Sanders a Anjani Thomas.

## Seznam skladeb
| Pořadí         | Název             | Autor                          | Délka |
| -------------- | ----------------- | ------------------------------ | ----- |
| 1.             | Going Home        | Leonard Cohen, Patrick Leonard | 3:51  |
| 2.             | Amen              | Cohen                          | 7:36  |
| 3.             | Show Me the Place | Cohen, Leonard                 | 4:09  |
| 4.             | Darkness          | Cohen                          | 4:30  |
| 5.             | Anyhow            | Cohen, Leonard                 | 3:09  |
| 6.             | Crazy to Love You | Cohen, Anjani Thomas           | 3:06  |
| 7.             | Come Healing      | Cohen, Leonard                 | 2:53  |
| 8.             | Banjo             | Cohen                          | 3:23  |
| 9.             | Lullaby           | Cohen                          | 4:46  |
| 10.            | Different Sides   | Cohen                          | 4:06  |
| Celková délka: | Celková délka:    | Celková délka:                 | 41:44 |

## Obsazení
- Leonard Cohen – zpěv, kytara, programování, aranžmá
- Patrick Leonard – aranžmá
- Dino Soldo – různé nástroje
- Javier Mas – laúd
- Neil Larsen – klávesy, varhany, klavír, basový syntezátor, perkuse, kornet
- Roscoe Beck – baskytara
- Dino Soldo – žestě
- Jordan Charnofsky – kytara
- Ed Sanders – kytara, zpěv, aranžmá
- Rafael Bernardo Gayol – bicí
- Chris Wabich – bicí
- Bela Santelli – housle
- Robert Korda – housle
- Kezban Özcan – programování
- Charley Webb – doprovodné vokály
- Hattie Webb – doprovodné vokály
- Sharon Robinson – doprovodné vokály
- The Webb Sisters – doprovodné vokály
- Dana Glover – doprovodné vokály
- Sharon Robinson – basový syntezátor, doprovodné vokály
- Jennifer Warnes – doprovodné vokály